# Шкала грохочення
Шкала грохочення (рос. шкала грохочения, англ. mash, sieve scale, size scale; нім. Siebskala f) – послідовний ряд розмірів отворів сит (від більших до менших), які застосовуються при класифікації (грохоченні) корисних копалин. Напр., Ш.г.(к.) для вугілля: 100; 50; 25; 13; 6; 3; 1; 0,5; 0,25; 0,125(0,1); 0,074(0,063) мм. 